# Nati nel 1973/Giugno
| Questa pagina contiene informazioni ricavate automaticamente dalle voci biografiche con l'ausilio del template Bio e di un bot. L'aggiornamento è periodico e automatico e ricostruisce completamente la pagina. Se manca una persona in questa lista, sei pregato di non aggiungerla, ma accertati piuttosto che la sua voce biografica contenga il template Bio e che i dati anagrafici siano correttamente compilati. Se il template Bio manca, inseriscilo tu stesso o, in alternativa, metti l'avviso {{tmp\|Bio}} che ne segnala la mancanza. Se i dati riportati sono sbagliati, correggi direttamente la voce biografica; le modifiche saranno visibili in questa lista entro pochi giorni. Per chiarimenti vedi il progetto biografie. La lista contiene solo le 306 persone che sono citate nell'enciclopedia e per le quali è stato implementato correttamente il template Bio. Pagina aggiornata al 18 lug 2025. |

- 1º giugno - Lee Cronin, regista, sceneggiatore e produttore cinematografico irlandese
- 1º giugno - Frederik Deburghgraeve, ex nuotatore belga
- 1º giugno - Adam Garcia, attore, cantante e ballerino australiano
- 1º giugno - Heidi Klum, supermodella, stilista e conduttrice televisiva tedesca
- 1º giugno - Ricarda Kuypers, ex cestista tedesca
- 1º giugno - Greg Meldrum, ex cestista canadese
- 1º giugno - Ali Mirzaostovari, ex calciatore iraniano
- 1º giugno - Cédric Ragot, designer francese († 2015)
- 1º giugno - Simona Rolandi, giornalista e conduttrice televisiva italiana
- 1º giugno - Mauro Rossi, ex ostacolista italiano
- 1º giugno - Caroline Schneider, ex tennista tedesca
- 1º giugno - Kōji Shiraishi, regista giapponese
- 1º giugno - Anna Thalbach, attrice tedesca
- 1º giugno - Soraya Thronicke, politica brasiliana
- 1º giugno - Jason Truby, chitarrista statunitense
- 1º giugno - David Venditti, ex rugbista a 15 e allenatore di rugby a 15 francese
- 2 giugno - Carlos Acosta, ballerino, direttore artistico e coreografo cubano
- 2 giugno - Marina Brambilla, docente e germanista italiana
- 2 giugno - Kevin Feige, produttore cinematografico e produttore televisivo statunitense
- 2 giugno - Teófilo Ferreira, ex nuotatore brasiliano
- 2 giugno - Marko Kristal, allenatore di calcio e ex calciatore estone
- 2 giugno - Vlada Vukoičić, allenatore di pallacanestro serbo
- 2 giugno - David Witt, allenatore di tennis e ex tennista statunitense
- 2 giugno - Danijel Štefulj, ex calciatore croato
- 3 giugno - Ares, polistrumentista norvegese
- 3 giugno - Andrea Chelli, fantino italiano († 2014)
- 3 giugno - Arianna David, conduttrice televisiva, attrice e ex modella italiana
- 3 giugno - Leōnidas Kokkas, ex sollevatore greco
- 3 giugno - Draghixa Laurent, ex attrice pornografica jugoslava
- 3 giugno - Nobuhiro Maeda, ex calciatore giapponese
- 3 giugno - Vittorio Podestà, paraciclista italiano
- 3 giugno - Sargis Sargsian, ex tennista armeno
- 3 giugno - Thomas Silberberger, allenatore di calcio e ex calciatore austriaco
- 4 giugno - Lourdes Becerra, ex nuotatrice spagnola
- 4 giugno - Matt Corboy, attore statunitense
- 4 giugno - Scott Hammond, batterista e percussionista inglese
- 4 giugno - Michele Hicks, attrice e ex modella statunitense
- 4 giugno - Jordi Lardín, dirigente sportivo e ex calciatore spagnolo
- 4 giugno - Sonsee Neu, attrice tedesca
- 4 giugno - Lárus Orri Sigurðsson, allenatore di calcio e ex calciatore islandese
- 4 giugno - Mikey Whipwreck, ex wrestler statunitense
- 5 giugno - Elena Azarova, sincronetta russa
- 5 giugno - Vjačeslavs Duhanovs, ex pentatleta lettone
- 5 giugno - Jean-Marc Edouard, giocatore di beach soccer francese
- 5 giugno - Daniel Gildenlöw, cantautore, polistrumentista e compositore svedese
- 5 giugno - Jan Jílek, arbitro di calcio ceco
- 5 giugno - Andy McLaren, ex calciatore scozzese
- 5 giugno - Galilea Montijo, attrice, personaggio televisivo e conduttrice televisiva messicana
- 5 giugno - Gella Vandecaveye, ex judoka belga
- 5 giugno - Raphael Zuber, architetto svizzero
- 6 giugno - Srđan Blagojević, allenatore di calcio serbo
- 6 giugno - Lisa Brokop, cantante canadese
- 6 giugno - Matteo Lolletti, regista, sceneggiatore e produttore cinematografico italiano
- 6 giugno - Olindo Mare, ex giocatore di football americano statunitense
- 6 giugno - Patrick Rothfuss, scrittore statunitense
- 6 giugno - William Lee Scott, attore statunitense
- 6 giugno - Dave Tiueti, ex rugbista a 15 tongano
- 7 giugno - Najla El Mangoush, politica e avvocata libica
- 7 giugno - Hatem Ghoula, marciatore tunisino
- 7 giugno - Daniele Groff, cantautore italiano
- 7 giugno - Napoleon Kaufman, ex giocatore di football americano statunitense
- 7 giugno - Supa, rapper italiano
- 7 giugno - Marisol Padilla Sánchez, attrice statunitense
- 7 giugno - Henrik Rafaelsen, attore norvegese
- 7 giugno - Song Yoon-ah, attrice sudcoreana
- 7 giugno - José Alberto Toril Rodríguez, allenatore di calcio e ex calciatore spagnolo
- 7 giugno - Immacolata Zurzolo, politica italiana
- 8 giugno - Lexa Doig, attrice canadese
- 8 giugno - Stipe Drviš, pugile croato
- 8 giugno - Lorea Elso, ex ginnasta spagnola
- 8 giugno - Philippe Guiougou, vescovo cattolico francese
- 8 giugno - Gennaro Iezzo, allenatore di calcio e ex calciatore italiano
- 8 giugno - Kim Sang-hoon, allenatore di calcio e ex calciatore sudcoreano
- 8 giugno - Irina Mal'gina, ex biatleta russa
- 8 giugno - Nesim Nešadov, ex calciatore bulgaro
- 8 giugno - Radu Rebeja, ex calciatore moldavo
- 8 giugno - Bryant Reeves, ex cestista statunitense
- 8 giugno - Genadijus Linas Vodopjanovas, vescovo cattolico lituano
- 9 giugno - Aigars Apinis, atleta paralimpico lettone
- 9 giugno - Matt Baglio, scrittore statunitense
- 9 giugno - Tedy Bruschi, ex giocatore di football americano statunitense
- 9 giugno - Monica Carpanese, attrice e sceneggiatrice italiana
- 9 giugno - Olivier Doll, ex calciatore belga
- 9 giugno - Anna Ferni, schermitrice italiana
- 9 giugno - Ryūji Fujiyama, ex calciatore giapponese
- 9 giugno - Sergio Galván Rey, ex calciatore argentino
- 9 giugno - Keesha Sharp, attrice e regista statunitense
- 9 giugno - Orlando Wells, attore britannico
- 10 giugno - Andrea Bernini, allenatore di calcio e ex calciatore italiano
- 10 giugno - Stipe Bralić, allenatore di pallacanestro croato
- 10 giugno - Luigi Da Corte, ex hockeista su ghiaccio italiano
- 10 giugno - Faith Evans, cantautrice e attrice statunitense
- 10 giugno - Flesh-n-Bone, rapper statunitense
- 10 giugno - Nando Irene, attore italiano
- 10 giugno - Damian Kallabis, ex siepista tedesco
- 10 giugno - Jesper Sørensen, allenatore di calcio e ex calciatore danese
- 10 giugno - Jonathan Vaughters, dirigente sportivo e ex ciclista su strada statunitense
- 10 giugno - Natalia Vía-Dufresne, velista spagnola
- 10 giugno - Chris Wyatt, rugbista a 15 gallese
- 11 giugno - José Manuel Abundis, allenatore di calcio e ex calciatore messicano
- 11 giugno - Arílson, ex calciatore brasiliano
- 11 giugno - Ira Bowman, ex cestista e allenatore di pallacanestro statunitense
- 11 giugno - Dana Brunetti, produttore cinematografico statunitense
- 11 giugno - Arianna Carossa, artista italiana
- 11 giugno - Joy Denalane, cantante tedesca
- 11 giugno - Anna Söderberg, ex discobola svedese
- 12 giugno - Catherine Barclay, ex tennista australiana
- 12 giugno - Olivier Baudry, calciatore francese († 2017)
- 12 giugno - Jason Caffey, ex cestista statunitense
- 12 giugno - Dregen, chitarrista e cantante svedese
- 12 giugno - Marco Enríquez-Ominami, politico e regista cileno
- 12 giugno - Panagiōtīs Fyssas, ex calciatore greco
- 12 giugno - Alberto Ghibellini, pallanuotista italiano
- 12 giugno - Gilson Jesus da Silva, ex calciatore brasiliano
- 12 giugno - Victor Ikpeba, ex calciatore nigeriano
- 12 giugno - Thomas Austin Pereira, allenatore di calcio e ex calciatore norvegese
- 12 giugno - Dina Powell, imprenditrice e politica statunitense
- 12 giugno - Daron Rahlves, ex sciatore alpino e sciatore freestyle statunitense
- 12 giugno - Mel Rodriguez, attore statunitense
- 12 giugno - Mariano Rojas, ciclista su strada spagnolo († 1996)
- 12 giugno - Mitsuki Saiga, doppiatrice giapponese
- 13 giugno - Sam Adams, ex giocatore di football americano statunitense
- 13 giugno - Abdul Hakeem Jefri Bolkiah, principe, dirigente d'azienda e tiratore a volo bruneiano
- 13 giugno - Caroline Dhenin, ex tennista francese
- 13 giugno - Saïd Ennjimi, arbitro di calcio francese
- 13 giugno - Tanner Foust, pilota di rally, stuntman e conduttore televisivo statunitense
- 13 giugno - Alejandra García, ex astista argentina
- 13 giugno - Inés Gorrochategui, ex tennista argentina
- 13 giugno - Kasia Kowalska, cantante polacca
- 13 giugno - Ville Laihiala, cantante e chitarrista finlandese
- 13 giugno - Andrew Lewis, rugbista a 15 e dirigente d'azienda britannico
- 13 giugno - Korana Longin, ex cestista croata
- 13 giugno - Thierry Marichal, dirigente sportivo e ex ciclista su strada belga
- 13 giugno - Vilmos Sebők, allenatore di calcio e ex calciatore ungherese
- 14 giugno - Alberto Angiolini, cestista italiano
- 14 giugno - Bruno Balossetti, ex hockeista su slittino italiano
- 14 giugno - Giacomo Banchelli, allenatore di calcio e ex calciatore italiano
- 14 giugno - Álex Calatrava, ex tennista spagnolo
- 14 giugno - David Fonseca, cantautore e musicista portoghese
- 14 giugno - Steingrímur Jóhannesson, calciatore islandese († 2012)
- 14 giugno - Sami Kapanen, ex hockeista su ghiaccio finlandese
- 14 giugno - Plamen Konstantinov, ex pallavolista bulgaro
- 14 giugno - Libor Malina, ex discobolo ceco
- 14 giugno - Ceca, cantante e musicista jugoslava
- 14 giugno - Joel Souza, regista statunitense
- 14 giugno - Claudia Tagbo, attrice ivoriana
- 14 giugno - Stewart Talbot, allenatore di calcio e ex calciatore inglese
- 15 giugno - Tore André Flo, dirigente sportivo, allenatore di calcio e ex calciatore norvegese
- 15 giugno - Neil Patrick Harris, attore, comico e cantante statunitense
- 15 giugno - Pia Miranda, attrice cinematografica australiana
- 15 giugno - Sandrinho, ex giocatore di calcio a 5 brasiliano
- 15 giugno - Greg Vaughan, attore statunitense
- 16 giugno - Enrico Bronzi, violoncellista e direttore d'orchestra italiano
- 16 giugno - Eddie Cibrian, attore statunitense
- 16 giugno - Arnaud Costes, ex rugbista a 15 e allenatore di rugby a 15 francese
- 16 giugno - André Korff, ex ciclista su strada tedesco
- 16 giugno - Nikos Machlas, ex calciatore e dirigente sportivo greco
- 16 giugno - Federica Mogherini, politica italiana
- 16 giugno - Steve Mouzakis, attore australiano
- 16 giugno - Andrea Oriana, nuotatore italiano
- 16 giugno - Michel Pensée, ex calciatore camerunese
- 16 giugno - Sandra Pires, giocatrice di beach volley brasiliana
- 16 giugno - Thomas Dutronc, cantante, chitarrista e attore francese
- 16 giugno - Lorenzo Vignolo, regista italiano
- 17 giugno - Krayzie Bone, rapper statunitense
- 17 giugno - Antonio Cocomazzi, compositore, arrangiatore e pianista italiano
- 17 giugno - Aurélie Filippetti, politica e romanziera francese
- 17 giugno - Oliver Gross, ex tennista tedesco
- 17 giugno - Tommy Ho, ex tennista statunitense
- 17 giugno - Nahnatchka Khan, regista, sceneggiatrice e produttrice televisiva statunitense
- 17 giugno - Toshimi Kikuchi, ex calciatore giapponese
- 17 giugno - Louis Leterrier, regista, produttore cinematografico e produttore televisivo francese
- 17 giugno - Fabio Lopez, allenatore di calcio e ex calciatore italiano
- 17 giugno - Massimiliano Manfredi, politico italiano
- 17 giugno - Leander Paes, ex tennista indiano
- 17 giugno - Mark Umbers, attore e cantante britannico
- 18 giugno - Sergio Baratto, scrittore italiano
- 18 giugno - Marco Belardi, produttore cinematografico e produttore televisivo italiano
- 18 giugno - Julie Depardieu, attrice francese
- 18 giugno - Stephen Thomas Erlewine, musicologo e critico musicale statunitense
- 18 giugno - Rick Famuyiwa, regista, sceneggiatore e produttore cinematografico statunitense
- 18 giugno - Jokeren, rapper danese
- 18 giugno - Yumi Kakazu, doppiatrice giapponese
- 18 giugno - Ray LaMontagne, cantautore e musicista statunitense
- 18 giugno - Michael Lerjéus, ex arbitro di calcio svedese
- 18 giugno - Alexandra Meissnitzer, ex sciatrice alpina austriaca
- 18 giugno - Junas Naciri, ex calciatore olandese
- 18 giugno - Alexandros Papadimitriou, martellista greco
- 18 giugno - Yūken Teruya, artista giapponese
- 19 giugno - Andreas Alm, allenatore di calcio e ex calciatore svedese
- 19 giugno - Joseph Dosu, ex calciatore nigeriano
- 19 giugno - Louis Fan, attore e artista marziale hongkonghese
- 19 giugno - Melania Grego, pallanuotista italiana
- 19 giugno - Jo Hill, ex cestista australiana
- 19 giugno - Chelah Horsdal, attrice canadese
- 19 giugno - Daði Lárusson, ex calciatore islandese
- 19 giugno - Sasha Mäkilä, direttore d'orchestra finlandese
- 19 giugno - Yuko Nakazawa, cantante e attrice giapponese
- 19 giugno - Robert Ulm, pilota motociclistico austriaco
- 19 giugno - Nâdiya, cantante francese
- 20 giugno - Reggie Elliott, ex cestista statunitense
- 20 giugno - Jenílson Ângelo de Souza, ex calciatore brasiliano
- 20 giugno - Jorge Daniel Martínez, ex calciatore argentino
- 20 giugno - Chino Moreno, cantante e chitarrista statunitense
- 20 giugno - Park Choong-kyun, allenatore di calcio e ex calciatore sudcoreano
- 20 giugno - Massimo Ruspandini, politico italiano
- 20 giugno - Josh Shapiro, politico statunitense
- 20 giugno - John Snorri Sigurjónsson, alpinista islandese († 2021)
- 20 giugno - Tom Wlaschiha, attore e doppiatore tedesco
- 21 giugno - Alessandro Fattori, ex sciatore alpino italiano
- 21 giugno - Oliver Fix, ex canoista tedesco
- 21 giugno - Sulim Jamadaev, militare russo († 2009)
- 21 giugno - Juliette Lewis, attrice e cantante statunitense
- 21 giugno - Vīts Rimkus, ex calciatore lettone
- 21 giugno - Zuzana Čaputová, politica e attivista slovacca
- 21 giugno - Ceyhun Tanrıverdiyev, ex calciatore azero
- 21 giugno - Peter Thorne, ex calciatore inglese
- 21 giugno - Frank Vogel, allenatore di pallacanestro statunitense
- 21 giugno - Fedja van Huêt, attore olandese
- 22 giugno - Cory Alexander, ex cestista statunitense
- 22 giugno - Craig Alexander, triatleta australiano
- 22 giugno - Marcin Dorociński, attore polacco
- 22 giugno - Giorgio Pasotti, attore e regista italiano
- 22 giugno - Cyril Saugrain, ex ciclista su strada francese
- 22 giugno - Chris Traynor, chitarrista e bassista statunitense
- 22 giugno - Stientje van Veldhoven, politica olandese
- 23 giugno - Luciana, cantautrice britannica
- 23 giugno - Daria Klimentová, ex ballerina ceca
- 23 giugno - Lee Min-sung, ex calciatore sudcoreano
- 23 giugno - Yōko Matsushita, fumettista giapponese
- 23 giugno - Germán Muñoz, ex calciatore peruviano
- 23 giugno - Eisuke Nakanishi, ex calciatore giapponese
- 23 giugno - Marija Naumova, cantante lettone
- 23 giugno - Edwin Sánchez Pinto, ex cestista messicano
- 23 giugno - Isaac Terrazas, ex calciatore messicano
- 24 giugno - Aleksandr Agarin, ex calciatore kirghiso
- 24 giugno - Alexander Beyer, attore tedesco
- 24 giugno - Eduard Cychmejstruk, ex calciatore ucraino
- 24 giugno - Matt Drummond, regista e sceneggiatore australiano
- 24 giugno - Manuel García Gargallo, scrittore spagnolo
- 24 giugno - Iryna Kakueva, ex biatleta bielorussa
- 24 giugno - Amba Kongolo, ex cestista della Repubblica Democratica del Congo
- 24 giugno - Silao Leaega, ex rugbista a 15 e allenatore di rugby a 15 samoano
- 24 giugno - Jere Lehtinen, ex hockeista su ghiaccio finlandese
- 24 giugno - Grégory Leperdi, ex hockeista su slittino francese
- 24 giugno - Alessandra Moretti, politico italiano
- 24 giugno - Viktōr Mītrou, ex sollevatore greco
- 24 giugno - Bill Schuffenhauer, bobbista statunitense
- 24 giugno - Torbjørn Søgaard, ex sciatore alpino norvegese
- 25 giugno - Alessio Cremonini, regista e sceneggiatore italiano
- 25 giugno - Milan Hnilička, ex hockeista su ghiaccio ceco
- 25 giugno - Zoran Njeguš, allenatore di calcio e ex calciatore serbo
- 25 giugno - Marcelo Ramos, ex calciatore brasiliano
- 25 giugno - Jamie Redknapp, ex calciatore inglese
- 25 giugno - Nuno Resende, cantante portoghese
- 25 giugno - Marco Sodini, allenatore di pallacanestro italiano
- 26 giugno - Samuel Benchetrit, scrittore, sceneggiatore e regista francese
- 26 giugno - Elisabetta Biavaschi, ex sciatrice alpina italiana
- 26 giugno - Reggie Brown, ex giocatore di football americano statunitense
- 26 giugno - Rebecca Budig, attrice statunitense
- 26 giugno - Antonio Filosa, dirigente d'azienda italiano
- 26 giugno - Andrea Galé, ex cestista argentina
- 26 giugno - Dag Vidar Hafsås, arbitro di calcio norvegese
- 26 giugno - Jannes, cantante olandese
- 26 giugno - Jeon Hui-cheol, ex cestista sudcoreano
- 26 giugno - Anybody Killa, rapper statunitense
- 26 giugno - Gretchen Wilson, cantante statunitense
- 27 giugno - Razaaq Adoti, attore britannico
- 27 giugno - Simon Archer, ex giocatore di badminton britannico
- 27 giugno - Abbath Doom Occulta, cantautore, musicista e compositore norvegese
- 27 giugno - Christian Keysers, biologo e psicologo tedesco
- 27 giugno - Elena Lyons, attrice statunitense
- 27 giugno - Gonzalo López-Gallego, regista, sceneggiatore e montatore spagnolo
- 27 giugno - Frédéric Roux, ex calciatore francese
- 27 giugno - Rune Stakkeland, ex calciatore norvegese
- 27 giugno - Tom Tugendhat, politico britannico
- 28 giugno - Adrián Annus, ex martellista ungherese
- 28 giugno - Alberto Berasategui, ex tennista spagnolo
- 28 giugno - Stan Bowman, dirigente sportivo canadese
- 28 giugno - Damir Čakar, ex calciatore montenegrino
- 28 giugno - Francisco Costa, ex tennista brasiliano
- 28 giugno - Kjetil-Vidar Haraldstad, batterista norvegese
- 28 giugno - Airat Ichmouratov, compositore, direttore d'orchestra e clarinettista russo
- 28 giugno - Sabri Jaballah, ex calciatore tunisino
- 28 giugno - André Lange, ex bobbista tedesco
- 28 giugno - Brian Maisonneuve, allenatore di calcio e ex calciatore statunitense
- 28 giugno - Glenn McQuaid, regista e sceneggiatore irlandese
- 28 giugno - Gloria, cantante bulgara
- 28 giugno - Youssef Rossi, ex calciatore marocchino
- 28 giugno - Ingrid Seynhaeve, modella belga
- 28 giugno - Regillio Simons, allenatore di calcio e ex calciatore olandese
- 28 giugno - Vishal-Shekhar, compositore e cantante indiano
- 29 giugno - Curro Ávalos, ex cestista spagnolo
- 29 giugno - Lance Barber, attore statunitense
- 29 giugno - George Hincapie, dirigente sportivo e ex ciclista su strada statunitense
- 29 giugno - Kenneth Karlsen, ex calciatore norvegese
- 29 giugno - Kim Hui-seon, ex cestista sudcoreano
- 29 giugno - Enrico Mammarella, pallanuotista e allenatore di pallanuoto italiano
- 29 giugno - Kento Masuda, musicista e compositore giapponese
- 30 giugno - Tunji Awojobi, ex cestista nigeriano
- 30 giugno - Ivar Enger, musicista norvegese
- 30 giugno - Fabrizio Ferrigno, calciatore e dirigente sportivo italiano († 2020)
- 30 giugno - Mario Ramos, attore e poeta spagnolo
- 30 giugno - Merete Pedersen, ex calciatrice danese
- 30 giugno - Frank Rost, ex calciatore tedesco
- 30 giugno - Varvara, cantante russa